# Sempronia de viis muniendis
La lex Sempronia de viis muniendis va ser una llei aprovada l'any 123 aC a proposta de Gai Semproni Grac, el tribú de la plebs. La llei es va incloure entre les lleis Agrariae. Tractava de la composició, l'amplada i els senyals (milliaria) que s'havien d'establir a les vies d'Itàlia, i ordenava construir els ponts necessaris, i que de tram en tram es col·loquessin unes pedres on el viatger pogués pujar per muntar més fàcilment al seu cavall, ja que en aquella època no existien els estreps.